# ティナ・シーリグ
ティナ・シーリグ（Tina Seelig, 1958年 - ）は、アメリカ合衆国ペンシルベニア州出身の起業家、教育者。スタンフォード大学医学部で博士号を取得した後、コンサルタント業や起業に取り組む。現在はスタンフォード大学のマネジメント・エンジニアリング学部で教鞭をとりながら、著述業、講演会、起業家支援プログラムに携わる。2011年にはNHK教育の白熱教室シリーズ（『スタンフォード白熱教室』）に登場した。

## 著書
- 1991 『The Epicurean Laboratory』
- 1994 『Incredible Edible Science』
- 2009 『20歳のときに知っておきたかったこと スタンフォード大学集中講義』（ISBN 978-4484101019）
- 2012 『未来を発明するためにいまできること スタンフォード大学 集中講義II』（ISBN 978-4484121109）
- 2015 『Insight Out: Get Ideas Out of Your Head and Into the World』

## スピーチ
- A little risks you can take to increase your luck - TED[2]

## 受賞歴
- 2002 USASBE National Model Program Award
- 2003 Leavey Award
- 2004 NASDAQ Award
- 2005 Tau Beta Pi Award
- 2008 National Olympus Innovation Award